# Jean-Luc Chevalier
Jean-Luc Chevalier est un guitariste français né à Cholet en 1948. Doté d'un style éclectique, il a, au cours de sa carrière abordé le rock, le jazz mais aussi différentes musiques du monde, notamment celtique au côté du groupe Tri Yann.

## Biographie
Né à Cholet en 1948, il commence l'apprentissage de la guitare à 8 ans. Il est notamment inspiré par Jimi Hendrix, Carlos Santana, Jeff Beck et Eric Clapton.

### Zig-Zag
Il commence sa carrière par un projet nommé Orange Sessions avant de former le groupe de rock "Zig-Zag" en 1970. Ce groupe est à l'origine composé de Philippe Bourget (ancien membre des Sparks et des Shouters) à la guitare et au Chant, de Antoine Chagnon (ancien membre des Shouters) à la batterie, de Claude Le Péron (ancien membre du groupe Pierrafeu) à la basse et aux chœurs, de Michel "Mick" Iffergan au chant (qui quittera le groupe en 1971) et de Philippe Grandvoinet (ancien membre de New Direction) aux claviers. En 1972, le groupe est rejoint par Richard St. Clair à la guitare et au chant et aux percussions par Jean Chevalier, dit Popoff, dont Jean-Luc Chevalier restera proche. Ils formeront de nombreux duos, trios ou quartets jusqu'à la mort de Popoff en 2014. En 1972, Zig-Zag enregistre le départ de Richard St Clair. Le groupe accueille de nouveaux instruments grâce à l'arrivée de Nobby Clarke (saxophoniste, violoniste et flutiste) et de Nicolas Carver (saxophoniste et choriste du groupe. En 1972, le groupe publie un 45 tours comportant les titres My Lady Sun et Zigger zagger.
Philippe Bourget quittera le groupe en 1974 et Roland Bourgeois deviendra le claviériste du groupe avant de le quitter en 1975. Raphaël Garrido intégrera le groupe au chant en 1975 avant d'être remplacé par Michelle Sarna jusqu'en 1977.
En 1976, le groupe a publié le LP Pièces Manquantes. Avec Richard St Clair, le groupe avait enregistré les titres Someday et Give Me Back sous le nom de Forum en 1971. L'histoire du groupe s'arrêt brutalement à la suite d'un accident de voiture coutant la vie à son batteur Antoine Chagnon en 1977.
En parallèle de Zig-Zag, Jean-Luc Chevalier joue avec d'autres musiciens. Il participe ainsi aux sessions studios de René Werneer ou de Jacques Emile Deschamps. Il aborde également le jazz  avec des musiciens tels Dominique Lofficial, Didier Levallet, Sonny Grey... Il fut aussi musicien lors des tournées dans l'Ouest de Christian Escoudé et Miroslav Vitous.

### Années 1980
À la suite de cette expérience, Jean-Luc Chevalier rejoindra Magma où il est chargé de la guitare mais joue aussi de la basse en cas de nécessités. Il restera membre du groupe jusqu'en 1984, tout en menant en parallèle d'autres projets musicaux avec Popoff notamment. C'est à cette période qu'il collabore pour la première fois avec Tri Yann sur l'album An Heol A Zo Glaz en 1981 et en leur recommandant Christian Vignoles en tant que guitariste. Après son passage à Magma, il sera le guitariste de Catherine Lara durant sa tournée en 1985. Il est parfois crédité sur les albums sous son « nom kobaïen » : Wurd Gorgo.
De 1984 à 1986 il forme un trio avec Bertrand Renaudin et Marc Eliard. Ils enregistrent l'album Un pied dans le vide. En 1985 est aussi crée le quartet Dromadaire, regroupant Jean "Popoff" Chevalier, Jean Luc Chevalier, Marc Eliard et Pascal Vandenbulcke. Paraitra un disque éponyme. En 1986, le quartet devient trio (départ de Pascal Vandenbulcke) pour un nouveau disque : Tibet.
En 1987, ce trio enregistrera un disque en grande formation (13 musiciens), intitulé Saharienne. Des concerts avec cette formation seront donnés lors du festival Jazz sur Loire. En 1988, à la suite du départ de Christian Vignoles, il intègre le groupe Tri Yann.

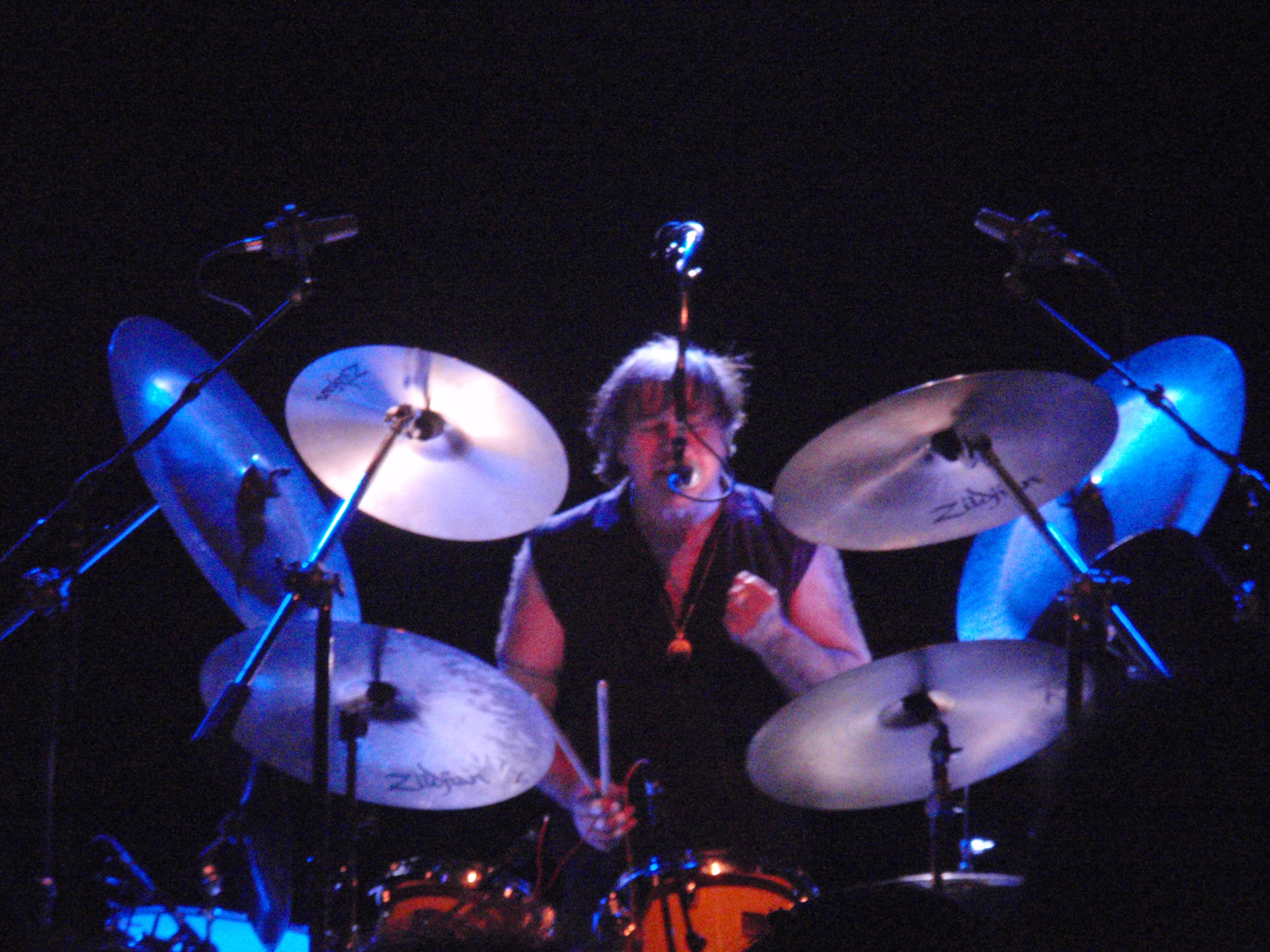
Christian Vander, en concert avec Magma à Nancy (2008)

En 1989, il publie un enregistrement avec le guitariste Jean-Philippe Bordier, sous le nom de Zantic Quartet.

### Tri Yann
Au sein de Tri Yann, il joue de la guitare électrique (sur une Fender Stratocaster) et électro-acoustique ainsi que de la basse électrique. Il apporte au groupe un ton rock et joue un grand rôle des les arrangements des chansons, notamment dans l'écriture harmonique. Il restera membre du groupe jusqu'à son arrêt en 2021, participant aux sessions studios, aux tournées mais aussi aux concerts de Tri Yann en collaboration avec l'Orchestre National des Pays de la Loire. Au sein de Tri Yann, il rencontre Louis-Marie Séveno (Loumi) qui est le bassiste et le violoniste du groupe. Il va fonder avec lui le groupe Cernunos en 1998 qui joue différents types de musique du monde.
En effet, en parallèle de Tri Yann, Jean-Luc Chevalier poursuit de nombreux projets musicaux. En effet, il a enregistré sous son nom deux albums au label Seventh Records : Km 5 à Bangui en 1994 et Hommage à Jaco en 1996 qui est un album live où il joue en quartet avec Wilfrid Chevalier (son fils) à la batterie, Geoffroy Tamisier à la trompette et Baptiste Trottignon au piano.
En 2005, il participe à l'enregistrement de l'album Guitares celtiques.

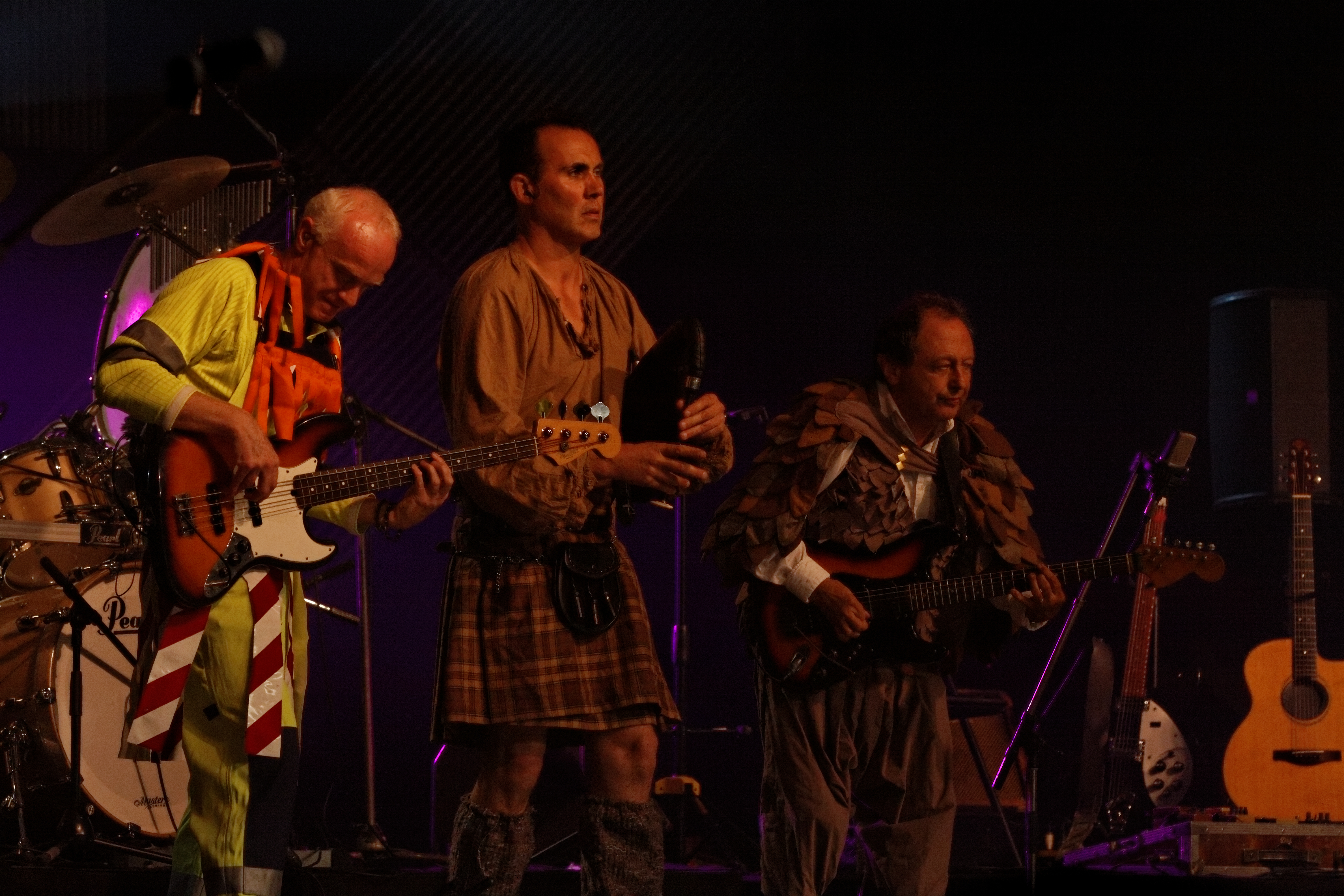
Jean-Luc Chevalier (à droite) aux côtés de Christophe Peloil (basse) et Konan Mével (cornemuse) en concert avec Tri Yann en 2012.

En 2007, il enregistre avec Cernunos, le titre Attack, de Christian Vander pour l'album hommage à Magma, Hamtaï.

### Après Tri Yann
Après le dernier concert de Tri Yann en 2021, Jean-Luc Chevalier poursuit son travail en duos, trios ou quartets. En 2023, il présente notamment un hommage à Carlos Santana avec Emeric Chevalier (son fils) à la basse, Erwan Moreau à la batterie et Bruno Sabathé (ex membre de Tri Yann) au clavier.

## Discographie

### Avec Zig-Zag
- 1971 : Someday/ Give Me Back (sous le nom Forum)
- 1972 : My Lady Sun/ Zigger zagger
- 1976 : Pièces Manquantes

### AvecMagma
- 1978 : Attahk
- 1981 : Retrospektïẁ I-II
- 1981 : Retrospektïẁ III
- 1984 : Merci

### Avec Dromadaire
- 1985 : Dromadaire
- 1986 : Tibet
- 1987 : Saharienne

### AvecTri Yann
- 1981 : An heol a zo glaz / Le soleil est vert
- 1990 : Belle et rebelle
- 1995 : Portraits
- 1996 : Tri Yann en concert
- 1998 : La Veillée du troisième millénaire
- 1998 : La Tradition symphonique (avec l'Orchestre national des Pays de la Loire)
- 1999 : L'essentiel en concert
- 2001 : Le Pélégrin
- 2001 : 30 ans au Zénith
- 2003 : Marines
- 2004 : La Tradition symphonique 2 (avec l'Orchestre national des Pays de la Loire)
- 2007 : Abysses
- 2011 : Rummadoù (Générations)
- 2012 : Le concert des 40 ans (2 CD)
- 2012 : Chansons de Marins (Marzelle) (incluant trois titres inédits)
- 2016 : La Belle enchantée
- 2019 : 50 ans de scène (CD/DVD) (enregistré et filmé lors du Festival des Nuits Salines à Batz-sur-Mer le 20 juillet 2019)

### Avec Cernunos[9]
- 2001 : Décalage horaire
- 2004 : De mémoire d'homme (live)
- 2007 : Participation à Hamtaï
- 2008 : Métissé

### En solo
- 1994 : Km 5 à Bangui
- 1996 : Hommage à Jaco

### En formations
- 1984 : Un pied dans le vide
- 1989 : Zantic Jazz
- 2005 : Guitares celtiques